# Гаудеамус (театр)
Львовский театр Бориса Озерова «Гаудеамус» — театр в Львове.

## История
В 1962 году Леонид Либет  и  Борис Озеров основали во Львовском Политехническом институте (факультет автоматики и полупроводниковой электроники) Студенческий театр эстрадных миниатюр (СТЭМ), с 14 марта 1967 года — театр ГАУДЕАМУС.
14 марта 1967 года состоялась премьера спектакля «Эхо фестиваля» — спектакль состоявший из студенческих миниатюр из жизни — «профессор-студент». В том же году выходит премьера «Этюды, продиктованные временем». В первом отделении шла пьеса М. Розовского «Целый вечер как проклятые», во втором — серия студенческих миниатюр.
В 1969 году театр «Гаудеамус» на фестивале студенческих театров в г. Горьком играет пьесу Ф. Кривина «Происшествие». В дальнейшие годы театр ставит «Горе от ума» А. Грибоедова (спектакль был запрещен), «Оптимистическую трагедию» Вс. Вишневского, пьесы Л. Петрушевской «Сырая нога», «Чинзано».
За 47 лет театр выпустил свыше восьмидесяти спектаклей. Спектакли «Инцидент», «Ищите женщину», «Утиная охота», «Оптимистичная трагедия», «Двое на качели», «Чайка», «Ромео и Джульетта „Точка зрения“», «Цирк да и довольно», «Афинские вечера» и др.
Своего помещения у театра нет, спектакли играются на арендуемых площадках.

## Отзывы
- Не имея своего собственного стационарного театра, они умудряются делать такие вещи, о которых потом говорит весь Львов (очень любит и всячески поощряет режиссёра-постановщика Бориса Озерова мэтр театральной режиссуры Роман Виктюк)[3].
- Некорректно сравнивать профессиональный и любительский спектакли, но не могу не вспомнить лучшую "Утиную охоту" из тех, что довелось видеть, - её привозил в Москву львовский театр "Гаудеамус" Бориса Озерова, а Зилова там играл львовский инженер Борис Либет. Играл самого себя, и, когда он держал в руках свой похоронный венок, было действительно страшно[4].

Основатель студенческого театра «Гаудеамус» Борис Георгиевич Озеров скончался на 72-м году жизни 22 июня 2014 года во Львове.